# Buschgambiet
Het Buschgambiet is in het schaken een variant in de koningspionopening. Het is ingedeeld bij de open spelen.
De beginzetten zijn: 1.e4 e5 2.Pf3 Lc5.
Eco-code C40.